# La Virée superbe
Pour plus de détails, voir Fiche technique et Distribution.
La Virée superbe est un film français réalisé par Gérard Vergez, sorti en 1974.
Sa thématique est proche de celle des Valseuses de Bertrand Blier sorti à la même époque.

## Synopsis
Cinq copains s'ennuient à Argenteuil où ils commettent des petits délits. Au cours d'une virée à moto, l'un d'eux est blessé lors d'une bagarre avec un policier. Un jeune fugueur l'aide à échapper aux recherches.

## Fiche technique
- Titre anglais : The Superb Trip
- Réalisation : Gérard Vergez
- Scénario : Régis Santon, Gérard Vergez, Bertrand de Roussan
- Musique : Vladimir Cosma
- Image : Jean Orjollet
- Son: Dominique Dalmasso
- Dates de tournage : du 11 juillet au 9 août 1973[2]
- Genre : comédie dramatique
- Durée : 90 minutes
- Date de Sortie : 22 mai 1974

## Distribution
- Roger Miremont : Roger
- Anne Jousset : Marie-Anne
- Yves Wecker : Yves
- Mohamed Boumeghra : Mohamed
- Hervé Lasseron : Hervé
- Michel Elias : Michel
- Eva Simonet : Loiselle
- Jacqueline Parent : Jacqueline